# Elyse Levesque
Elyse Marie Levesque (Regina, 10 september 1985) is een Canadees actrice. Na een paar jaar ervaring opgedaan te hebben in televisiefilms en -series debuteerde ze in 2005 op het witte doek in The Lost Angel. Hierin speelt ze de jonge versie van Billie, een personage dat als volwassene wordt vertolkt door Alison Eastwood.
Levesque was voor het eerst op televisie te zien in de Canadese jeugdserie Incredible Story Studio, in 1997. Later kreeg ze wederkerende rollen in onder meer 2030 CE en SGU Stargate Universe.

## Filmografie
*Exclusief 5+ televisiefilms
- Sons of Liberty (2013)
- In Return (2012)
- Slumber Party Slaughter (2012)
- Christmas Crash (2009)
- The Haunting of Sorority Row (2007, televisiefilm)
- Normal (2007)
- Masters of Horror - The Black Cat (2007)
- The Lost Angel (2005)

## Televisieseries
*Exclusief eenmalige gastrollen
- Cedar Cove - Maryellen Sherman (2013-2014, dertien afleveringen)
- The Originals - Genevieve (2014, twaalf afleveringen)
- SGU Stargate Universe - Chloe Armstrong (2009-2011, veertig afleveringen)
- SGU Stargate Universe Kino - Chloe Armstrong (2009-2010, vier afleveringen)
- Smallville - Casey Brock (2007, twee afleveringen)
- 2030 CE - Dr. Maxine Rich (2002-2003, vijf afleveringen)

- Biblioteca Nacional de España: XX4906715
- Gemeinsame Normdatei: 127363313X
- International Standard Name Identifier: 0000 0000 7771 7289
- Library of Congress Control Number: no2013040381
- Virtual International Authority File: 107572188
- WorldCat: E39PBJpyh6GCm7Bv4mR64DCfbd